# Diego de Guadix
Diego de Guadix (Guadix, c. 1550 - ibid., 1615) es un lexicógrafo, arabista y fraile franciscano español de la segunda mitad del siglo XVI y primer tercio del XVII.

## Biografía
Cuanto se sabe sobre esta figura deriva del bosquejo biográfico que su hermano de hábito Alonso de Torres incluyó en su Crónica de la Santa Provincia de Granada (1683) y de los estudios de fray Darío Cabanelas, profesor de la Universidad de Granada y también franciscano. 
Estuvo en activo entre 1575 y 1615 y fue natural de Guadix, como él mismo refiere. No era de extracción noble; tal vez incluso fuese huérfano. Probablemente tomó el hábito en el convento de San Francisco de Granada y allí cursó su carrera eclesiástica, concluida hacia 1570. En ese convento se enseñaba el árabe con el propósito de predicar y convertir a los numerosos moriscos del Albaicín y sus contornos, como había establecido fray Hernando de Talavera casi cien años atrás. El 8 de noviembre de 1584 una patente del comisario general fray Antonio Manrique escrita en el convento de San Francisco de Jaén lo destina al de Úbeda por "su sólida formación, su agradable carácter y su extremada prudencia", a petición de Alonso de Carvajal y de Catalina Mesía, marqueses y señores de la villa de Jódar. El mismo comisario general, con otra patente del 3 de mayo de 1586 desde el convento de San Francisco de Torrijos (Toledo), lo nombra comisario visitador de la provincia franciscana de Canarias, donde en efecto estuvo viviendo. El 22 de septiembre de 1587 Diego de Guadix es nombrado intérprete de lengua arábiga en el tribunal de la Inquisición de Granada en atención a su saber en dicha lengua.
De una patente de su provincial fray Martín de Ávila de ese mismo año se infiere que por entonces era definidor o consejero del provincial por elección del capítulo celebrado en Granada (octubre de 1584). Fue llamado en calidad de arabista por el Papa y marchó a Roma en 1590; allí permaneció varios años y compuso su Recopilación de algunos nombres arábigos. Por una misiva del cardenal diácono de la Curia Gerónimo Alexandrini del 24 de abril de 1591 se apercibe que era hombre muy apreciado por su saber. En 1590 por encargo del prelado de la diócesis accitana obtuvo del pontífice Sixto V, franciscano como él, la aprobación del oficio litúrgico de San Torcuato, patrono de su ciudad natal. Sobre este santo tenía escritas unas Lecciones de que no sabemos más, salvo las fuentes, como declara en su diccionario.
Pasó más de un lustro en Roma, en el convento de Santa María de Araceli, y compuso, al decir del citado Alonso de Torres:
Un libro muy erudito, llamado Explicaciones de la lengua Arabiga, que no es sino su principal obra, cuyo título reza Primera parte de una recopilación de algunos nombres arábigos, que los árabes, en España, Francia e Italia pusieron a algunas ciudades y a otras muchas cosas.
La obra, de más de 1.300 páginas a doble columna, obtuvo licencia de impresión y aprobación del general de la orden, fray Buenaventura de Calatagirone (Sicilia), quien en 1593 extendió el correspondiente imprimatur. El nuevo comisario general de la Orden, Juan de Cepeda, ("parece lo dio a la estampa en Nápoles"), de forma que no llegó a ser impreso. Cabe imaginar que sería un libro difícil y costoso de imprimir por la extensión y la falta de adecuados caracteres arábigos. Actualmente se dispone ya de dos ediciones de 2005 y de 2007.
Fray Diego volvió después a España, concretamente a la provincia franciscana de Granada. En octubre de 1604, en el capítulo celebrado en Baeza y presidido por fray Francisco de Sosa, ministro general de la orden, Diego de Guadix fue nombrado guardián del convento de San Francisco en Córdoba. Además de erudito y arabista, fue profesor de teología y censor de los originales cuya publicación debía autorizar el ministro general de la orden o el provincial y fue desde examinador sinodal hasta visitador canónico de monasterios de monjas, presidiendo la elección de abadesas «y otras funciones semejantes». Se ocupó en adoctrinar a los moriscos del reino de Granada, prosiguiendo la evangelización del arzobispo Hernando de Talavera, fundador de esa escuela catequética hacía ya casi un siglo. Murió con fama de santo en 1615, en su ciudad natal y fue enterrado en el convento franciscano de Guadix.
Muchas cartas y documentos de los obispos de León y Guadix y otras autoridades religiosas y civiles sobre fray Diego se conservaban en poder de un sobrino suyo llamado Juan de Villalta, presbítero y vecino de Guadix.

## Obra
El diccionario del padre Guadix, dedicado al rey Felipe II, consta de 4.336 entradas. De ellas, solo 1.318 tienen el estatuto de topónimo, esto es, el 48% del total de la macroestructura. El resto de su nomenclatura, esto es, 2.275 voces, pertenecen al léxico general. Si a esto añadimos 2.874 palabras procedentes del registro de voces internas, el diccionario recoge un total de 7.210 unidades. Esta cifra total debe precisarse aún más, puesto que se trata de un diccionario de arabismos y topónimos del español, del italiano y del latín fundamentalmente. En cuanto al italiano, el latín y otras lenguas en el conjunto del diccionario, contiene 935 voces italianas, 116 latinas y 73 de otras lenguas. Esto significa que el diccionario del padre Guadix es la mayor aportación de la lexicografía monolingüe del español al conocimiento del castellano. Su obra, además, como propia de un hombre culto y buen observador de la realidad de su época, rebasa la intención lexicográfica y transmite además interesante información histórica y antropológica.
Por otra parte, además de recopilar una gran cantidad de arabismos del español, Diego de Guadix ofrece nuevas etimologías para gran cantidad de voces que la Real Academia Española da como de origen latino, como ocurre con el primer Diccionario de la lengua española, el del andaluz Antonio de Nebrija, que, según Diego de Guadix, fue un experto en latinizar nombres arábigos.
El Tesoro de la lengua castellana o española (1611) de Sebastián de Covarrubias, hermano del obispo de Guadix, Juan de Horozco y Covarrubias, debe mucho de su caudal a esta obra, bien por vía de su hermano, el obispo, bien por cualquier otro medio, como el mismo Covarrubias reconoce. Hasta 1886, año en que se publicó el Glosario etimológico de Leopoldo Eguílaz y Yanguas, no apareció otra obra lexicográfica enriquecida por la consulta directa de los materiales de Guadix. Con posterioridad, hay que esperar al Diccionario Histórico (1951-1996) para encontrar —a pesar de los abundantes errores de transcripción— un conocimiento detallado de la Recopilación (1593).
El manuscrito acabó en la Biblioteca Colombina de Sevilla y de él se ha hecho una edición completa por parte de Elena Bajo Pérez y Felipe Maíllo Salgado (Gijón: Ediciones Trea S. L., 2005). Otra edición es la de Águeda Moreno Moreno, Diccionario de arabismos. Recopilación de algunos nombres arábigos, Jaén, 2007, provista de útiles índices.